# Chapelle Notre-Dame-du-Refuge
 (juin 2015).
Si vous disposez d'ouvrages ou d'articles de référence ou si vous connaissez des sites web de qualité traitant du thème abordé ici, merci de compléter l'article en donnant les références utiles à sa vérifiabilité et en les liant à la section « Notes et références ».
Pour les articles homonymes, voir Église Notre-Dame et Chapelle Notre-Dame.
La chapelle Notre-Dame du Refuge est une chapelle catholique de style baroque du XVIIIe siècle située à Besançon (Doubs), dotée d'une coupole monumentale en tuiles vernissées polychromes, rattachée à un ancien « couvent du Refuge » de 1709 puis à l'Hôpital Saint-Jacques de Besançon en 1802. Située au centre historique (La Boucle) de Besançon dans le Doubs en Franche-Comté, elle est dédiée à la Vierge Marie et classée aux monuments historiques en 1970.

## Historique
Suite de la seconde conquête de Franche-Comté de 1678 par le roi Louis XIV de France, les archevêques de Besançon font construire l'Hôpital Saint-Jacques de Besançon en 1686, ainsi que l'ancien « couvent du Refuge » en 1709, puis cette chapelle / institution voisine en 1739 par l'architecte Nicolas Nicole pour les femmes et jeunes filles moralement en danger sur l'emplacement d'une précédente église de 1690.  

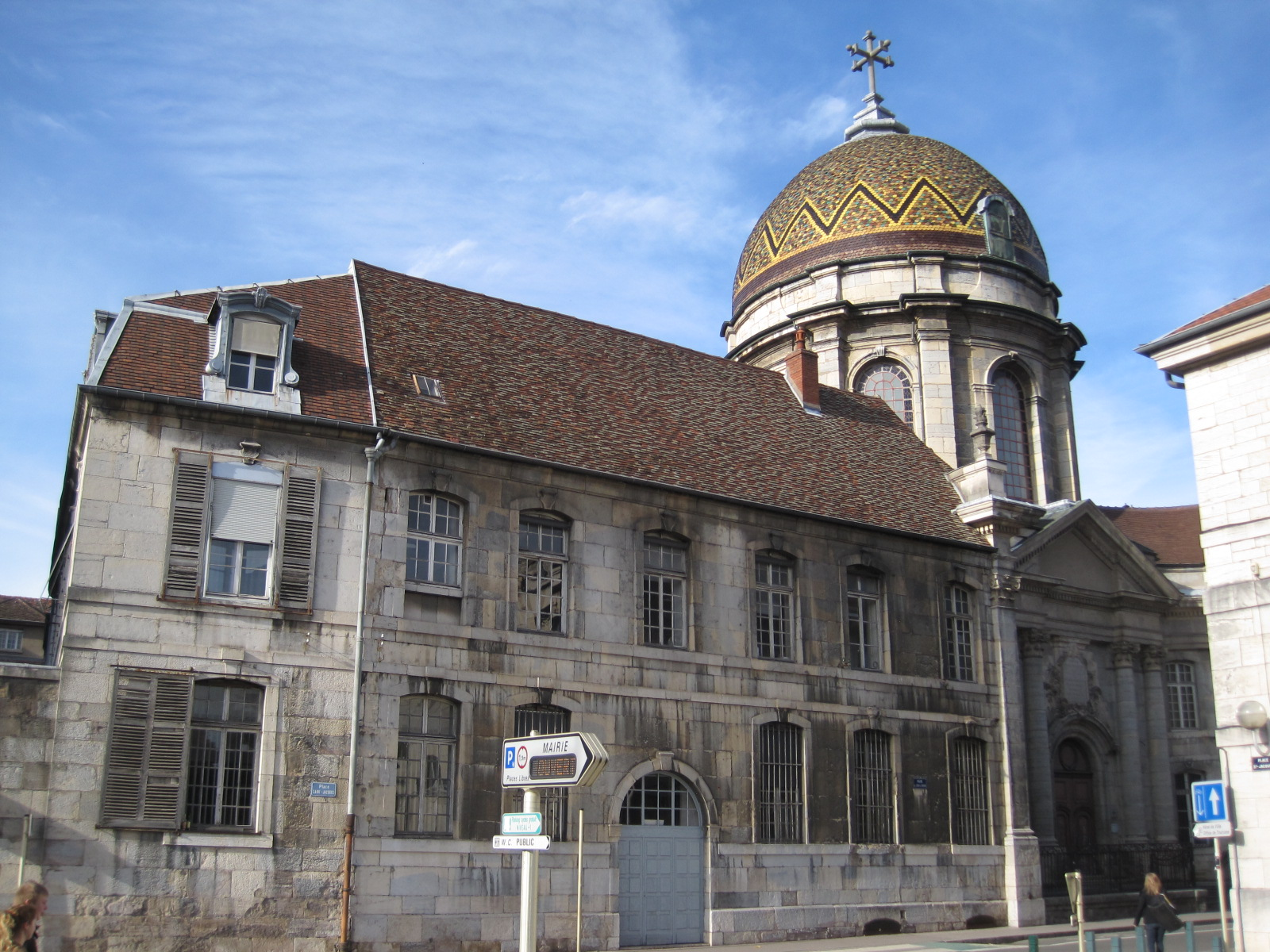
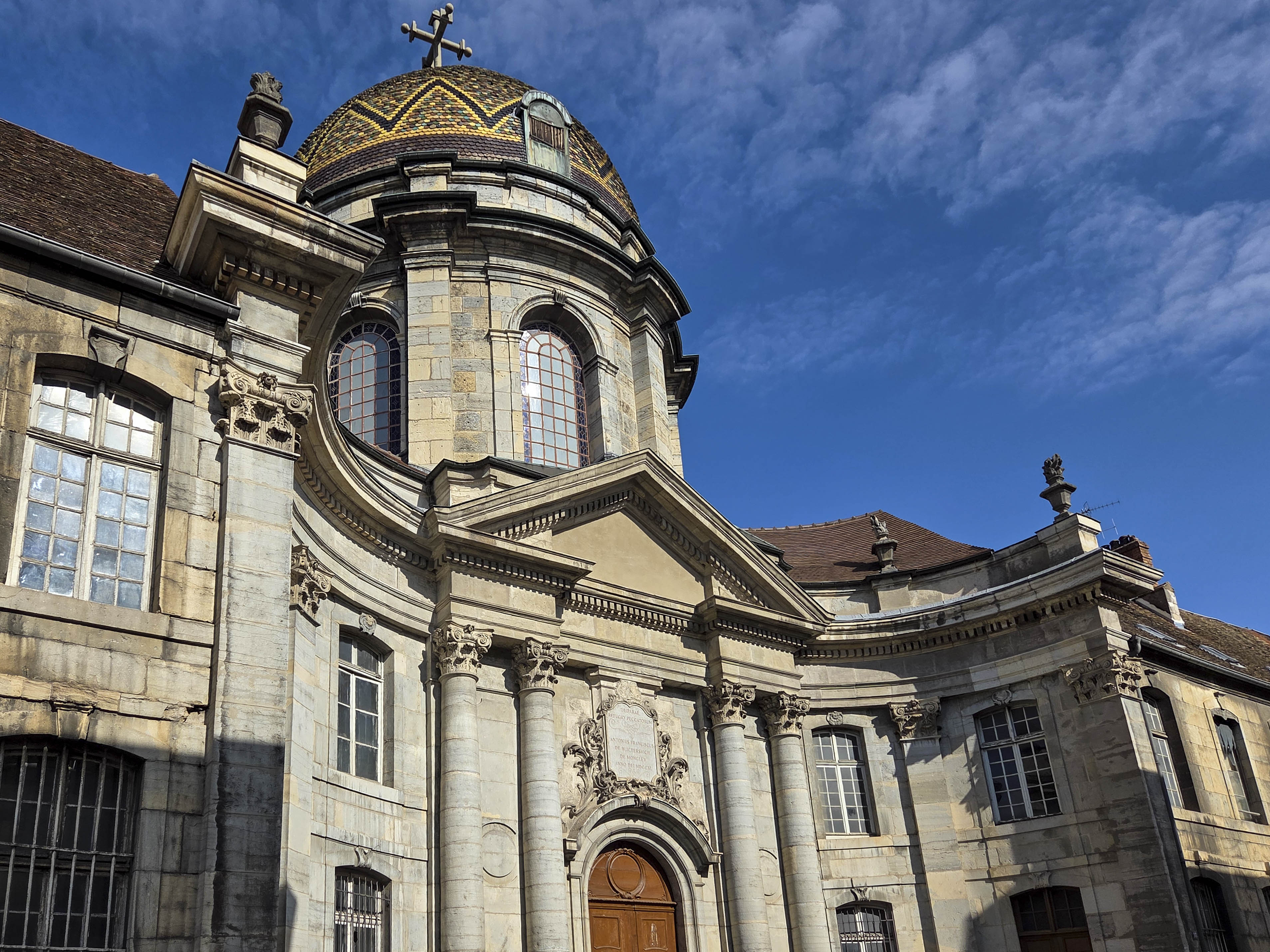
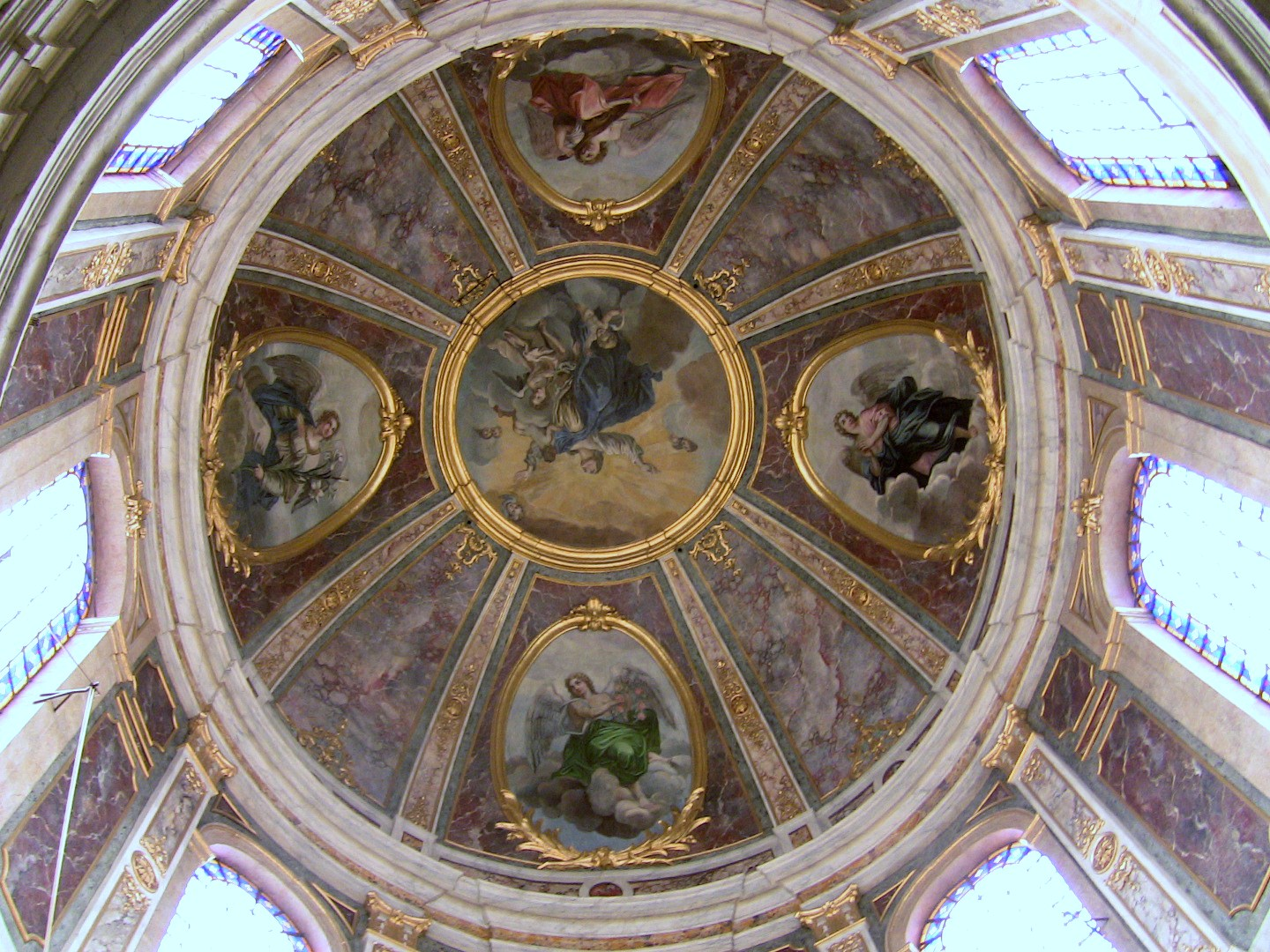
Plafond de la chapelle

Le monument est construit sur un plan tracé à l'ellipse, et le grand axe est occupé à ses extrémités par la porte d'entrée et le chœur. Fortement inspiré de l'Institut de France à Paris, et à l'image de la chapelle Notre-Dame-Libératrice de Salins-les-Bains, elle est baptisée « église du bon Pasteur » puis par la suite « Chapelle Notre-Dame du Foyer ». Déclarée bien national à la Révolution française, elle est rattachée en 1802 à l'Hôpital Saint-Jacques de Besançon. La coupole culmine à 26 mètres de haut, et la chapelle comprend médaillons peints, tableaux de maître et sculpture de Claude François Devosge ...
Cette chapelle est classée aux monuments historiques le 16 juin 1970, en même temps qu'une partie des façades et toitures de l'hôpital.